# Phytomyza grisescens
Phytomyza grisescens är en tvåvingeart som beskrevs av Friedrich Georg Hendel 1920. Phytomyza grisescens ingår i släktet Phytomyza och familjen minerarflugor. Arten är reproducerande i Sverige. Inga underarter finns listade i Catalogue of Life.